# گونشلی (شمکور)
گونشلی (به لاتین: Günəşli) یک منطقه مسکونی در جمهوری آذربایجان است که در شهرستان شمکور واقع شده است. گونشلی ۴۷۱ نفر جمعیت دارد.